# Sternocera
Genre
Sternocera est un genre d'insectes coléoptères de la famille des Buprestidae.
Certaines espèces très brillamment colorées servent de bijoux.

## Liste des espèces
- Sternocera aequisignata
- Sternocera bannaiensis
- Sternocera basalis
- Sternocera boucardi
- Sternocera campanae
- Sternocera castanea
- Sternocera chrysidioides
- Sternocera chrysis
- Sternocera dasypleura
- Sternocera diardi
- Sternocera discedens
- Sternocera duvivieri
- Sternocera elliptica
- Sternocera feldspathica
- Sternocera funebris
- Sternocera hildebrandti
- Sternocera hildebranti
- Sternocera hunteri
- Sternocera interrupta
- Sternocera iris
- Sternocera irregularis
- Sternocera klugii
- Sternocera laevigata
- Sternocera laevis
- Sternocera lanifica
- Sternocera luctifera
- Sternocera marseuli simulatrix
- Sternocera minor
- Sternocera monacha
- Sternocera multipunctata
- Sternocera ngorongorensis
- Sternocera nitidicollis
- Sternocera orientalis
- Sternocera orissa
- Sternocera pulchra
- Sternocera ruficornis
- Sternocera sternicornis
- Sternocera syriaca
- Sternocera tricolor
- Sternocera variabilis
- Sternocera wahlbergi